# Eduard Dnieprow
Eduard Dmitrijewicz Dnieprow (ur. 10 grudnia 1936 w Moskwie, zm. 6 lutego 2015 tamże) – rosyjski naukowiec i polityk.

## Życiorys
Absolwent Wyższej Szkoły Marynarki Wojennej im. Michaiła Frunzego i wydziału dziennikarstwa Uniwersytetu Leningradzkiego. Od 1988 do 1992 dyrektor Ośrodka Innowacji Pedagogicznych Akademii Nauk Pedagogicznych ZSRR, równocześnie minister oświaty RFSRR w latach 1990–1992. Od 1992 członek Prezydium Rosyjskiej Akademii Oświatowej. Od listopada do grudnia 1993 doradca prezydenta Jelcyna ds. polityki państwa w dziedzinie oświaty i reform oświatowych. Pochowany na Cmentarzu Dońskim w Moskwie.